# Lac de l'Eychauda
Le lac de l'Eychauda est un lac de montagne situé à 2 514 m d'altitude, en zone centrale du parc national des Écrins, accessible par Vallouise et la commune de Pelvoux, dans la région du Briançonnais, dans le département français des Hautes-Alpes en région Provence-Alpes-Côte d'Azur. Ce lac alpin se trouve aux pieds des crêtes des Grangettes et du dôme de Monêtier (3 404 m).
C'est l'un des trois plus grands lacs du massif des Écrins.
Dans un environnement minéral et glaciaire, le lac de l’Eychauda est un  lac glaciaire, c'est-à-dire qu'il ne dégèle que quelques mois par an et a une très courte période estivale de production biologique. Il a été creusé par le glacier de Séguret Foran, et est apparu au cours du retrait glaciaire, comme les lacs des Rouies, du glacier d'Arsine, des Quirlies. Il est nourri par le Torrent des Oules.
Le lac de l'Eychauda est un lac de verrou typique, c'est-à-dire un lac d’origine glaciaire (lac dû au surcreusement de la montagne par un glacier).

## Géologie

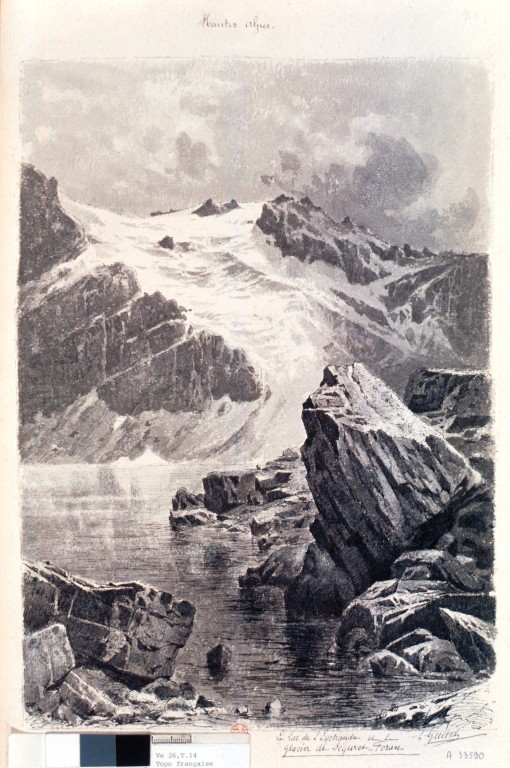
Le Lac de L'Eychauda et le glacier de Séguret-Foran, par Laurent Guétal (1841-1892).

Le lac doit sa position à l’ombilic glaciaire dans lequel il est logé, au creux d'un Cirque naturel que ferme, du côté nord, la Crête des Grangettes. Cette disposition tectonique très particulière, à la faveur de laquelle il a pu se creuser dans des roches sédimentaires, comporte un niveau relativement tendre de schistes noirs, par rapport aux roches cristallines formant les parois du cirque.
D’autre part, l'emplacement même du lac semble déterminé par le passage d'une cassure verticale Nord-sud (faille du lac de l'Eychauda), en effet en contrebas nord de ce dernier, la surface de chevauchement de l'écaille des Grangettes est brutalement abaissée d'au moins 100 m. Cette faille est masquée aux abords du lac par le colmatage de matériel morainique et dans les pentes du col des Grangettes (2 684 m) par les éboulis et les panneaux rocheux fauchés ou tassés.
Le secteur du lac de l'Eychauda se singularise, d'autre part, par une succession stratigraphique particulière, d'épaisseur réduite, ne comportant entre le Trias et les Terres Noires du Jurassique supérieur qu'une seule formation constituée de calcaires marbreux massifs, à intercalations quartzitiques. Il s'agit vraisemblablement de faciès de haut-fond, d'âge imprécis, qui sont attribués (surtout par encadrement) au Jurassique moyen - inférieur et qui indiquent qu'à cette époque on devait se trouver là à proximité de la crête d'un bloc de socle surélevé.

## Tourisme
Le lac est longé par le GR 54 (Tour de l'Oisans) et situé dans le parc national des Écrins.

## Peinture

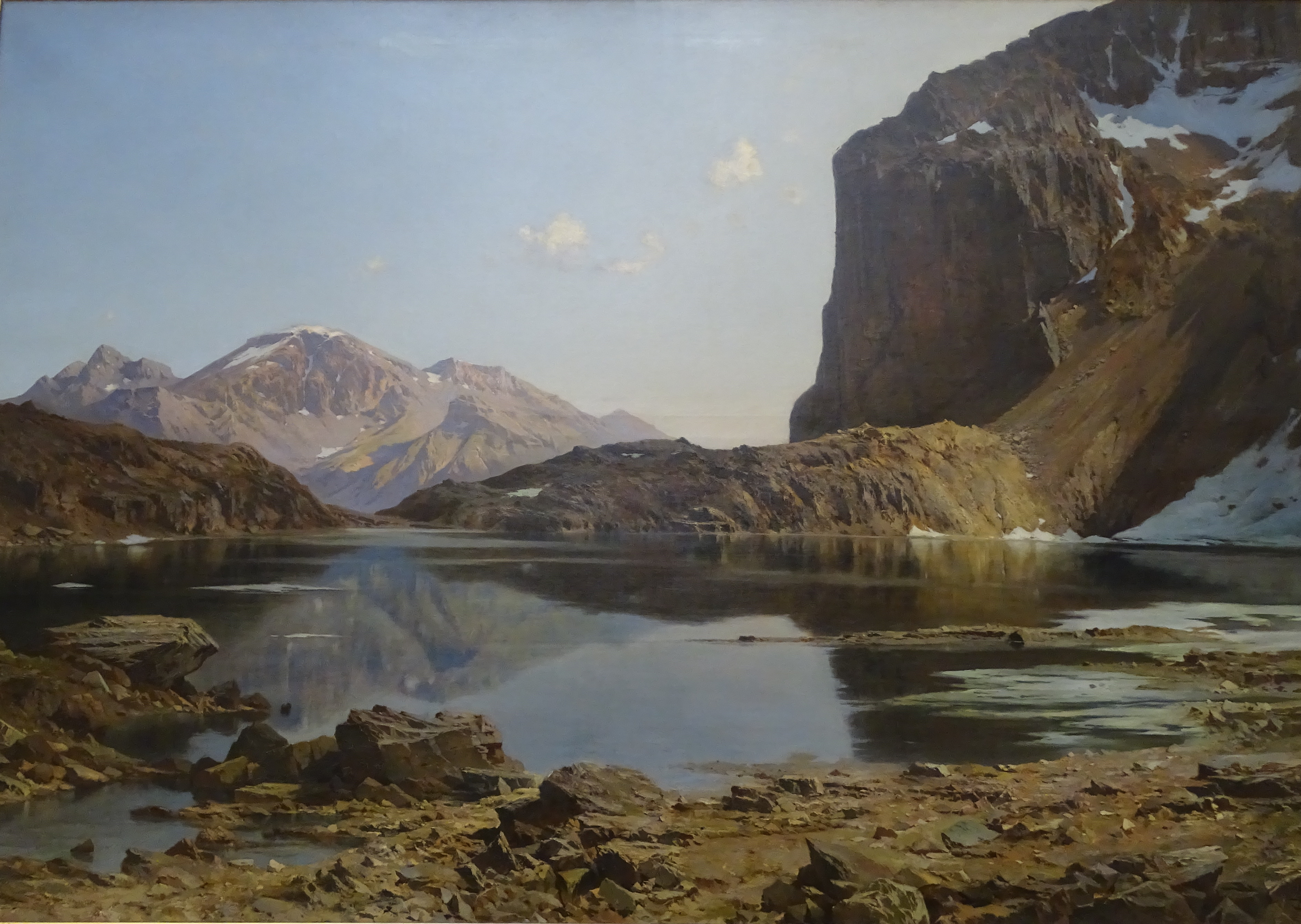
Le lac de l'Eychauda, huile sur toile de Laurent Guétal, 1886.

Le lac de l'Eychauda  a été dessiné et peint plusieurs fois par le peintre Laurent Guétal, un peintre et abbé français ; son tableau de 1886, Le lac de l'Eychauda, est un des plus célèbres de l'école dauphinoise de peinture. Charles Bertier, son élève, a peint Le Dégel du lac de l'Eychauda en hommage à son maître. Charles-Henri Contencin (1898-1955), autre peintre français, a peint Lac de l'Eychauda (oisans).